# Трюмо (архітектура)

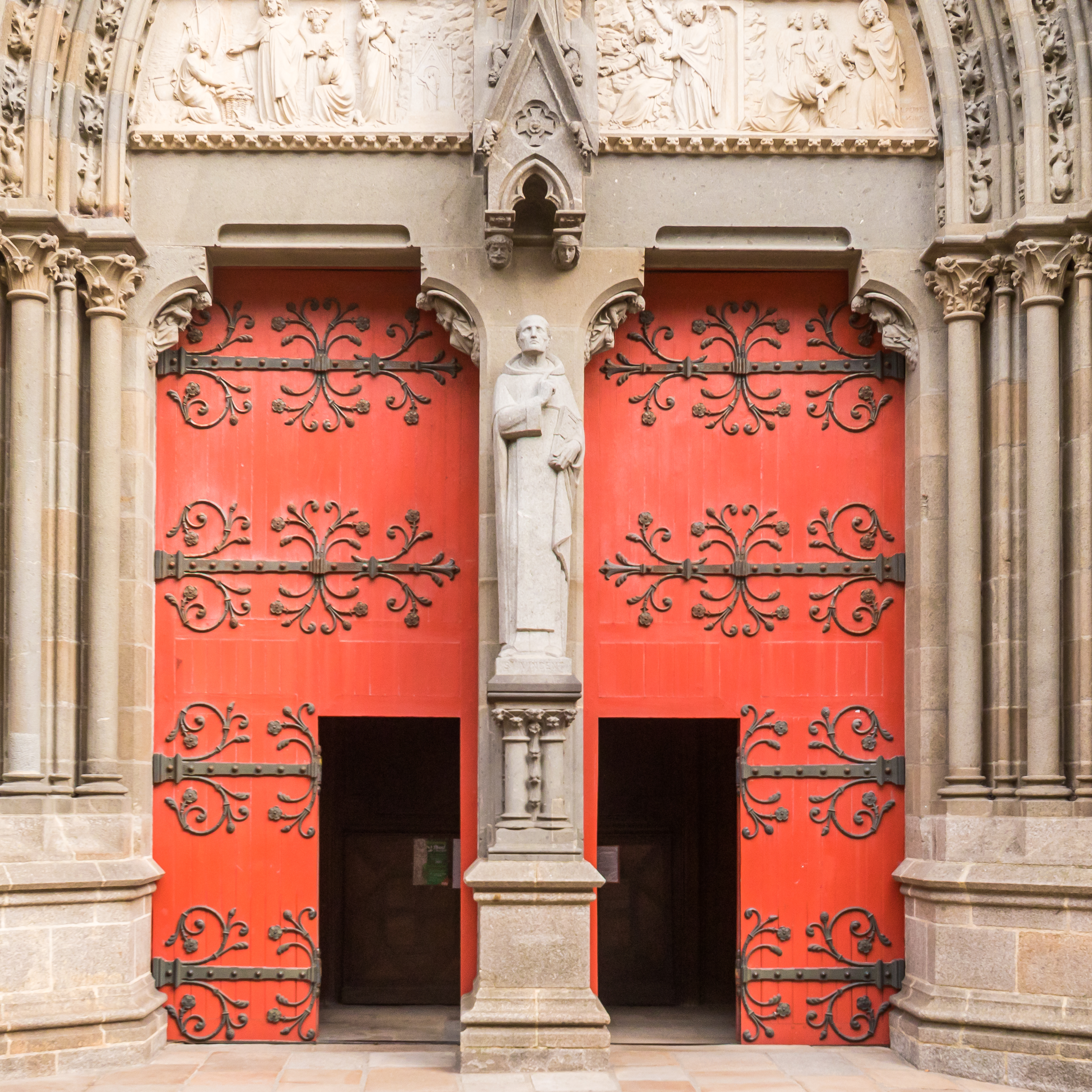
Трюмо на вході в собор Святого Петра у Ванні

Трюмо́ (фр. trumeau) — архітектурна деталь, простінок між віконними або дверними проймами, звичайно прикрашений орнаментом, рельєфом або скульптурою. Французьке слово trumeau первісно означало «товста частина ноги», і походить, очевидно, від франкськ. thrum («шматок»).
Трюмо являє собою частину стіни, простінок, перемичку між великими вікнами або дверима; стовп, що підтримує тримну балку над входом чи вікном. У ширшому сенсі трюмо — художня оздоба простінку, звідси походить назва й дзеркал-трюмо.
У церковній архітектурі трюмо — стовп, колона, що розділює вхід надвоє і підтримує горизонтальну перемичку, на якій стоїть фронтон. Її призначення — зняти навантаження з перемички (цю функцію може іноді виконувати розвантажувальна арка), забезпечуючи при цьому належну ширину входу в великі храми. Трюмо може бути мурованим або монолітним, у романському стилі його оздоблювали рельєфами.